# Dino Toso
Dino Toso (Delft, 11 febbraio 1969 – Oxford, 13 agosto 2008) è stato un ingegnere italiano-olandese.

## Carriera
Essendo un ingegnere aerodinamico, Toso iniziò a lavorare nel campo dell'industria aerospaziale. Nel 1995 venne coinvolto dalla BMW nel suo programma Gran Turismo: fu il suo primo incarico nelle competizioni motoristiche. Non ancora trentenne, nel 1996 entrò in Formula 1 come analista alla Jordan e in seguito divenne ingegnere di pista di Damon Hill (1998-1999) e Jarno Trulli (2000). Il primo successo della storia del team irlandese, nel Gran Premio del Belgio 1998 a Spa-Francorchamps, con Hill, fu ottenuto anche grazie alla sua collaborazione.
Nel 2001 Toso lasciò la Jordan per seguire il direttore tecnico Mike Gascoyne, accasatosi alla Benetton. I due ingegneri saranno poi coinvolti nel ritorno in Formula 1 della Renault, che nel 2002 rileva le strutture del Team sponsorizzato dall'azienda trevigiana. La Casa francese, già protagonista in Formula 1 con una squadra ufficiale tra la fine degli anni settanta e i primi anni ottanta, si era poi limitata a fornire i propulsori ad altri team – come la Williams e la stessa Benetton – senza esporsi in prima persona come costruttore.
Sul finire del 2003 Toso fu messo a capo del reparto aerodinamico di Renault F1 in sostituzione di John Iley, trasferitosi alla Scuderia Ferrari. La sua promozione fu voluta dal team manager Briatore (che lo aveva sempre stimato) dato che la Renault R23 aveva regalato le prime soddisfazioni, raggiungendo una discreta competitività. Sebbene non ancora al livello di Ferrari, McLaren e Williams, la vettura progettata da Toso vinse il Gran Premio d'Ungheria con Alonso.
Nel 2004 la Renault R24 guidata da Trulli ottenne pole position e vittoria del Gran Premio di Monaco. Le plurivittoriose Renault R25 e R26, dominatrici nel biennio 2005-2006, sono frutto del suo ingegno per quanto riguarda l'aerodinamica. A partire dal 2007, con la separazione di Alonso, le prestazioni del Team Renault sono andate in calando, come pure nel 2008, con la R28.

## La malattia
Nell'aprile del 2004, i medici comunicarono a Toso che, a causa di un tumore, gli restavano solo poche settimane di vita.
Ciò nonostante, Toso non smise di lavorare e, anzi, proprio nel periodo concomitante all'aggravarsi della malattia colse i suoi maggiori successi. Tra il 2004 e il 2008 gettò le basi di uno dei dipartimenti di aerodinamica di maggiore successo nello sport motoristico, mettendo la Renault in condizione di vincere due volte i titoli mondiali piloti e costruttori.
Il 17 giugno 2008 l'ingegnere aerodinamico decise di abbandonare ogni incarico in Renault F1, ufficialmente per affrontare nuove sfide nel vasto panorama dello sport automobilistico. Toso morì il 13 agosto 2008.